# Claudia Poll
Claudia Poll (Managua, Nikaragva, 21. prosinca 1972.) je kostarikanska plivačica, osvajačica prve zlatne olimpijske medalje u povijesti Kostarike. Claudia i njezina starija sestra Silvia su jedine osvajačice Olimpijskih medalja za Kostariku. Ona je prva osoba iz Srednje Amerike koji je osvojio zlatnu medalju, a do 2008. je bila i jedina, kada je Irving Saladino osvojio zlatnu medalju za Panamu.

## Životopis
Claudia Poll je rođena u Managui u Nikaragvi. Njeni roditelji bili su Nijemci koji su se doselili u Nikaragvu gdje su Claudia i njena starija sestra Silvia rođene. Nakon potresa 1972. u Nikaragvi raste politička napetost, Claudini roditelji odlučili da se presele na jug u Kostariku. Claudia je postala majka po prvi put 8. kolovoza 2007. kad je rodila kćer Ceciliu.

## Olimpijske igre
Na Olimpijskim igrama osvojila je jednu zlatnu medalje u Atlanti 1996. godine u disciplini 200 metara slobodno, na sljedećoj Olimpijadi u Ateni 2000. godine osvaja dvije brončane medalje u disciplinama 200 i 400 metara slobodno.

## Svjetska prvenstva
Na Svjetskim prvenstvima osvojila je četiri medalje od čega jedno zlato, jedno srebro i dvije bronce. Na Svjetskim prvenstvima u kratkim bazenima osvojila je četiri zlatne medalje.